# Peromyscus polionotus
Peromyscus polionotus is een zoogdier uit de familie van de Cricetidae. De wetenschappelijke naam van de soort werd voor het eerst geldig gepubliceerd door Wagner in 1843.

## Voorkomen
De soort komt voor in de Verenigde Staten.